# Münchenstein
Münchenstein är en ort och kommun i distriktet Arlesheim i kantonen Basel-Landschaft i Schweiz. Kommunen har 12 304 invånare (2023). Det är en förort till staden Basel, belägen vid floden Birs.
En majoritet (87,2 %) av invånarna är tyskspråkiga (2014). 26,3 % är katoliker, 28,6 % är reformert kristna och 45,1 % tillhör en annan trosinriktning eller saknar en religiös tillhörighet (2014).